# Corinna Gieseler
Corinna Gieseler (* 1962 in Flensburg) ist eine deutsche Kinderbuchautorin und Lektorin.
Früher arbeitete sie als Kinder- und Jugendbuch-Lektorin. Später studierte sie in Würzburg Germanistik und Kunstgeschichte. Seit 1987 arbeitet sie als freie Kinder- und Jugendbuch-Autorin.
Ihre neueren Bücher erscheinen hauptsächlich im Ellermann-Verlag und im Erika Klopp Verlag (beide zur Verlagsgruppe Friedrich Oetinger gehörend).

## Auszeichnungen
- 2009: LesePeter für: Das Geheimnis des Bücherhüters

## Werke (chronologisch)
- Toll gemacht, Dudu! Fischer-Taschenbuch-Verlag, Frankfurt/M. 2000.
- Moritz heißt noch immer Meier. Ellermann Verlag, Hamburg 2002.
- Mellie, die Ponyflüsterin. Klopp Verlag, Hamburg 2002.
- Geh nicht allein, Sophie! Ellermann Verlag, Hamburg 2003.
- Mellie im siebten Pferdehimmel. Klopp Verlag, Hamburg 2003.
- Endlich Wochenende! Ellermann Verlag, Hamburg 2004.
- Mellie ist unschlagbar. Klopp Verlag, Hamburg 2005.
- Mellie, Abenteuer einer Ponyflüsterin. Klopp Verlag, Hamburg 2008.
- Kleine Kuschelgeschichten zum Vorlesen. Ellermann Verlag, Hamburg 2008.
- Das Geheimnis des Bücherhüters. Klopp Verlag, Hamburg 2009.
- Die Elfe mit den Gummistiefeln. Ellermann Verlag, Hamburg 2009.
- Anton und der Chaos-Hund. Oetinger Verlagsgruppe, Hamburg 2010.
- Die schönsten Geschichten zum Schulanfang. Ellermann Verlag, Hamburg 2010.
- Die fantastischen Abenteuer der Christmas Company. Hummelburg Verlag, 2019